# Разные миры
«Разные миры» (греч. Ένας άλλος κόσμος) — греческий драматический фильм 2015 года режиссёра Христофороса Папакалиатиса. Премьера состоялась 17 декабря 2015 года в Греции.

## Сюжет
Фильм состоит из трёх отдельных историй, каждая из которых повествует о любви между иностранцем и греком.

## В ролях
- Джонатан Кимбл Симмонс — Себастиан
- Андреа Ошварт — Элиза
- Христофорос Папакалиатис — Йоргос
- Мария Кавоянни — Мария
- Минас Хадзисаввас — Антонис

## Отзывы
Фильм получил преимущественно положительные отзывы кинокритиков. На сайте Rotten Tomatoes картина получила 63 % положительных отзывов из 8. На Metacritic — 61 балл из 100 на основе 5 рецензий.

## Награды и номинации
Фильм получил премию «Hellenic Film Academy Awards» в категории «Лучший актёр второго плана» (Минас Хадзисаввас), а также был номинирован ещё в трёх категориях — «Лучший фильм» (Костас Сусалас, Христофорос Папакалиатис), «Лучшая актриса» (Мария Кавоянни) и «Лучшая работа художника-постановщика» (Йоргос Георгиу).